# Sara Langebæk Gaarmann
Sara Langebæk Gaarmann (* 8. Januar 1992) ist eine dänische Schauspielerin. Entdeckt wurde sie durch Nikolaj Arcel, den Regisseur des Filmes Insel der verlorenen Seelen, in dem sie durch ihre Rolle als Lulu 2007 Bekanntheit erlangte. Er suchte nach einer weiblichen Hauptrolle für seinen Film und sah sich die Aufnahmen des Castings zum Film Familie Gregersen an, dabei fiel ihm die junge Schauspielerin auf. 2009 war sie als Phie im Familiendrama Zoomer zu sehen. Diese beiden Filme blieben bisher ihre einzigen Filmauftritte.

## Filmografie
- 2007: Insel der verlorenen Seelen (De fortabte sjæles ø)
- 2009: Zoomer: Kleine Spione – Große Geheimnisse (Zoomerne)